# Eustala vegeta
Eustala vegeta là một loài nhện trong họ Araneidae.
Loài này thuộc chi Eustala. Eustala vegeta được Eugen von Keyserling miêu tả năm 1865.